# Anse Baleine
L'Anse Baleine est une plage située sur la commune du Marin en Martinique.

## Géographie
Le site est accessible par une route étroite partiellement goudronnée, à partir des hameaux de Ferré ou du Cap. La plage est située entre la pointe Marée et la pointe Bourgenne, à l'est du Cul-de-Sac Ferré. Elle est protégée des tempêtes par une barrière de corail située de 500 mètres à 800 mètres de la côte.

## Tourisme
L'anse abrite une plage populaire non surveillée, très fréquentée le week-end. 

## Photos du site

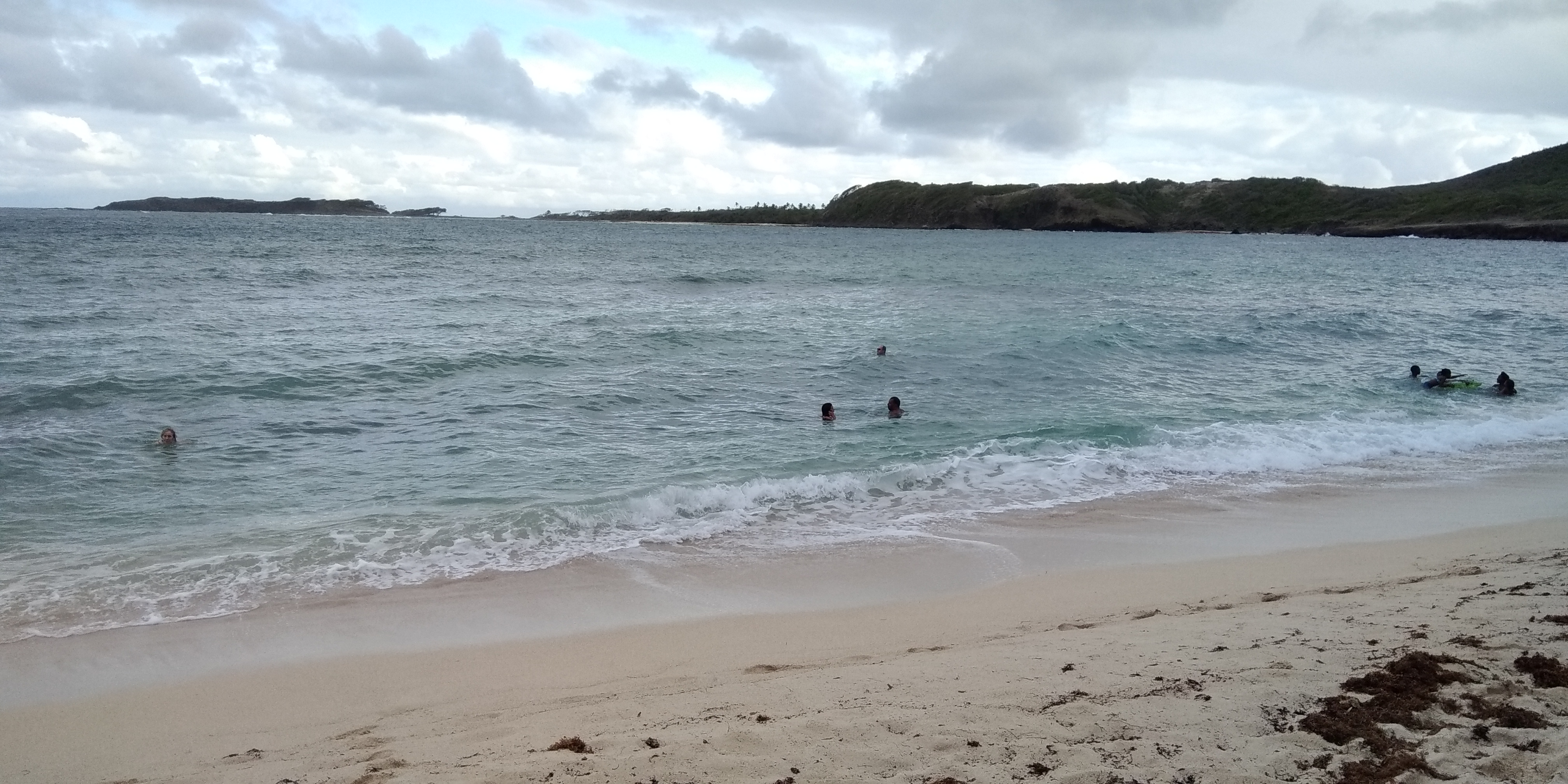
Vue du Cap Ferré depuis l'Anse Baleine.
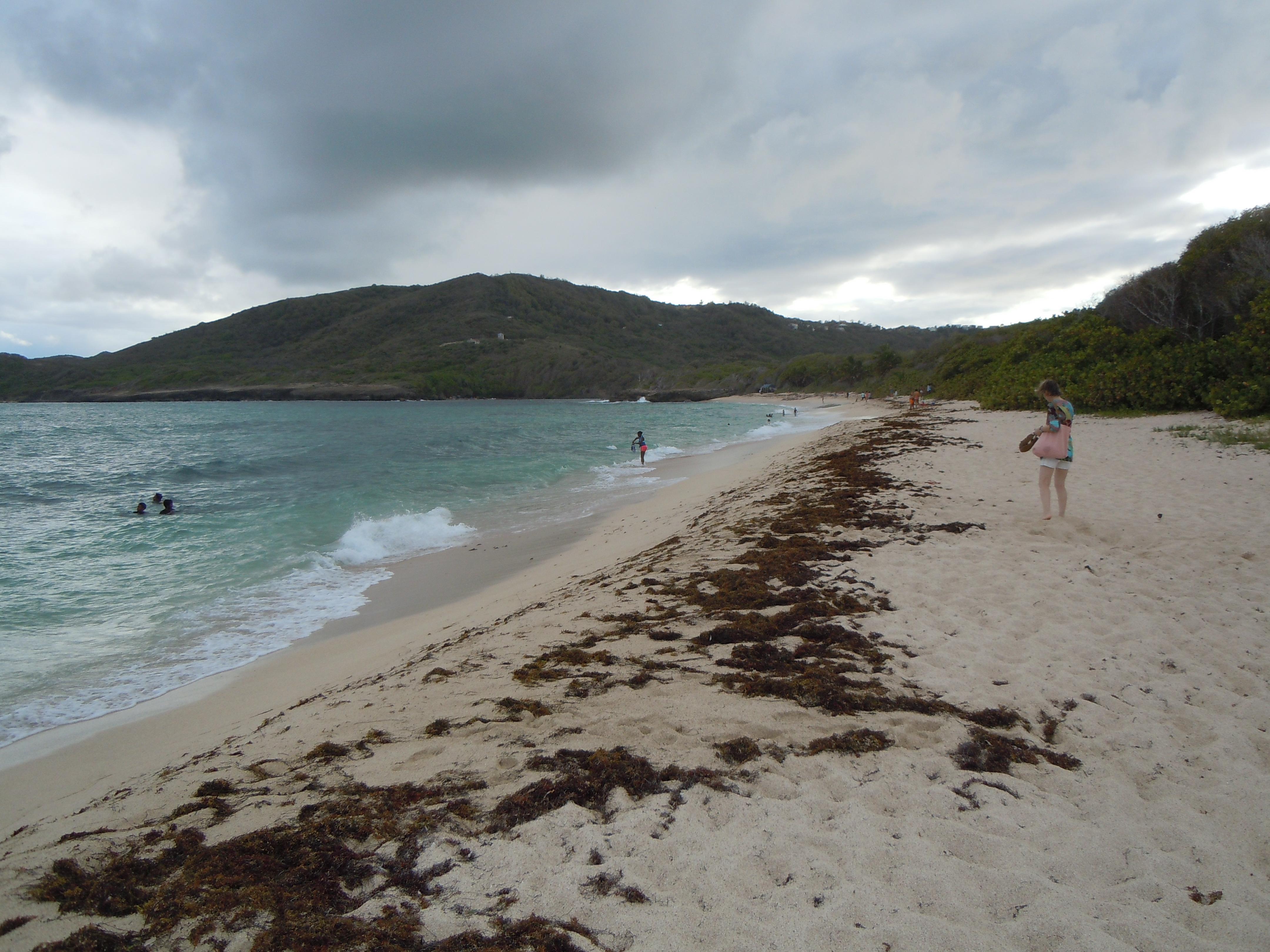
Quelques dépôts de sargasses échouées sur la plage en avril 2018